# Lee Sang-min (calciatore)
Lee Sang-min (이상민;?; Seul, 1º gennaio 1998) è un calciatore sudcoreano, difensore del Seoul.

## Caratteristiche tecniche
È un difensore centrale.

## Carriera

### Club
Ha giocato nella prima divisione sudcoreana.

### Nazionale
Ha giocato nelle nazionali giovanili sudcoreane Under-17 ed Under-19.
Nel 2020 prende parte con la nazionale Under-20 sudcoreana al campionato mondiale di categoria.
Nel 2021 viene convocato dalla nazionale olimpica sudcoreana per prendere parte alle Olimpiadi di Tokyo. Debutta il 22 luglio in occasione del match perso 1-0 contro la Nuova Zelanda.

## Statistiche
Statistiche aggiornate al 28 luglio 2021.

### Presenze e reti nei club
| Stagione        | Squadra          | Campionato      | Campionato | Campionato | Coppe nazionali | Coppe nazionali | Coppe nazionali | Coppe continentali | Coppe continentali | Coppe continentali | Altre coppe | Altre coppe | Altre coppe | Totale | Totale | Totale |
| Stagione        | Squadra          | Comp            | Pres       | Reti       | Comp            | Pres            | Reti            | Comp               | Pres               | Reti               | Comp        | Pres        | Reti        | Pres   | Reti   |        |
| --------------- | ---------------- | --------------- | ---------- | ---------- | --------------- | --------------- | --------------- | ------------------ | ------------------ | ------------------ | ----------- | ----------- | ----------- | ------ | ------ | ------ |
| 2019            | V-Varen Nagasaki | J2              | 16         | 0          | CG+CdL          | 5+2             | 0               |                    | -                  | -                  |             | -           | -           | 23     | 0      |        |
| 2020            | Seoul E-Land     | KL2             | 26         | 1          | CC              | 0               | 0               |                    | -                  | -                  |             | -           | -           | 26     | 1      |        |
| 2021            | Seoul E-Land     | KL2             | 15         | 1          | CC              | 0               | 0               |                    | -                  | -                  |             | -           | -           | 15     | 1      |        |
| Totale carriera | Totale carriera  | Totale carriera | 57         | 2          |                 | 7               | 0               |                    | -                  | -                  |             | -           | -           | 64     | 2      |        |